# یاکیف ژلزنیاک
یاکیف ژلزنیاک (انگلیسی: Yakiv Zheleznyak؛ زادهٔ ۱۰ آوریل ۱۹۴۱) تیرانداز اوکراینی‌تبار اهل شوروی بود.
وی در مسابقات کشوری و بین‌المللی در مجموع برندهٔ ۱ مدال طلا شده‌است.